# Петит Фенис (Долина Аосте)
Петит Фенис је насеље у Италији у округу Долина Аосте, региону Долина Аосте.
Према процени из 2011. у насељу је живело 59 становника. Насеље се налази на надморској висини од 560 м.